# 24.º governo republicano (Portugal)

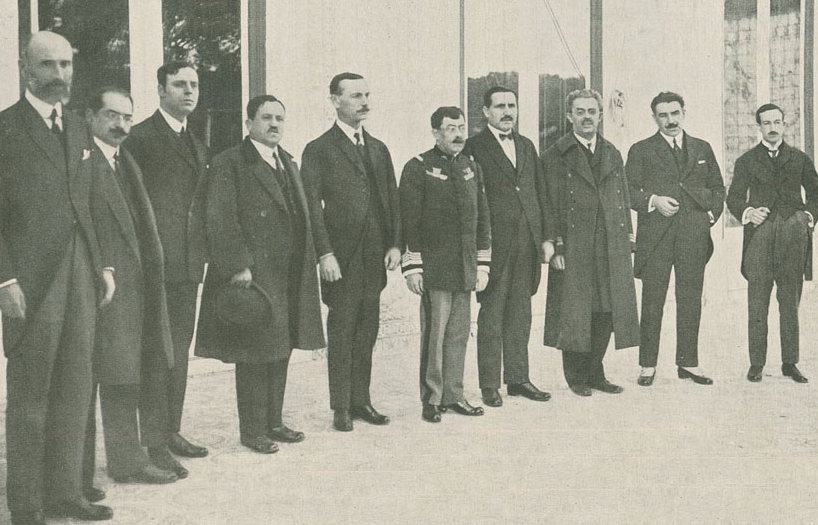
O 24.º Governo Republicano de Portugal, em Março de 1920.

O 24.º governo da Primeira República Portuguesa, nomeado a 8 de março de 1920 e exonerado a 26 de junho de 1920, foi liderado inicialmente por António Maria Baptista e, após a morte deste, interinamente por José Ramos Preto no dia 6 de junho, e efetivamente por este último de 6 a 26 de junho do mesmo ano.
A sua constituição era a seguinte:
| Cargo                               | Detentor | Detentor                                | Período                                   |
| ----------------------------------- | -------- | --------------------------------------- | ----------------------------------------- |
| Presidente do Ministério            |          | António Maria Baptista (1863–1920)      | 8 de março de 1920 a 6 de junho de 1920   |
| Presidente do Ministério            |          | José Ramos Preto (interino) (1870–1949) | 6 de junho de 1920 a 6 de junho de 1920   |
| Presidente do Ministério            |          | José Ramos Preto (1870–1949)            | 6 de junho de 1920 a 26 de junho de 1920  |
| Ministro do Interior                |          | António Maria Baptista (1863–1920)      | 8 de março de 1920 a 6 de junho de 1920   |
| Ministro do Interior                |          | José Ramos Preto (interino) (1870–1949) | 6 de junho de 1920 a 14 de junho de 1920  |
| Ministro do Interior                |          | João Pedroso de Lima (1858–1938)        | 14 de junho de 1920 a 26 de junho de 1920 |
| Ministro da Justiça e dos Cultos    |          | José Ramos Preto (1870–1949)            | 8 de março de 1920 a 26 de junho de 1920  |
| Ministro das Finanças               |          | Francisco Pina Lopes (1874–1962)        | 8 de março de 1920 a 26 de junho de 1920  |
| Ministro da Guerra                  |          | João Estêvão Águas (1872–1956)          | 8 de março de 1920 a 26 de junho de 1920  |
| Ministro da Marinha                 |          | Joaquim Júdice Bicker (1867–1926)       | 8 de março de 1920 a 26 de junho de 1920  |
| Ministro dos Negócios Estrangeiros  |          | Rodolfo Xavier da Silva (1877–1955)     | 8 de março de 1920 a 26 de junho de 1920  |
| Ministro dos Negócios Estrangeiros  |          | Vasco Borges (interino) (1882–1942)     | 30 de abril de 1920 a 11 de junho de 1920 |
| Ministro do Comércio e Comunicações |          | Aníbal de Azevedo (1876–1952)           | 8 de março de 1920 a 26 de junho de 1920  |
| Ministro das Colónias               |          | Fernando de Utra Machado (1882–1949)    | 8 de março de 1920 a 26 de junho de 1920  |
| Ministro da Instrução Pública       |          | Vasco Borges (1882–1942)                | 8 de março de 1920 a 26 de junho de 1920  |
| Ministro do Trabalho                |          | Bartolomeu Severino (1878–1953)         | 8 de março de 1920 a 26 de junho de 1920  |
| Ministro da Agricultura             |          | João Luís Ricardo (1875–1929)           | 8 de março de 1920 a 26 de junho de 1920  |